# ويليام سميث (سياسي)
ويليام سميث (بالإنجليزية: William Smyth)‏ هو سياسي أسترالي، ولد في 1846 في أستراليا، وتوفي في 1899 في الإمبراطورية الرومانية. انتخب عضو المجلس التشريعي ولاية كوينزلاند.